# Scorțoasa
Scorțoasa è un comune della Romania di 3 175 abitanti, ubicato nel distretto di Buzău, nella regione storica della Muntenia.
Il comune è formato dall'unione di 11 villaggi: Balta Tocila, Beciu, Dîlma, Deleni, Golul Grabicina, Grabicina de Jos, Grabicina de Sus, Gura Văii, Policiori, Plopeasa, Scorțoasa.